# Brainwave
Brainwave o Brainwave Jr. (Henry King Jr.) es un personaje del Universo DC Comics, comúnmente representado como un superhéroe e hijo del supervillano, Brain Wave, además de ser principalmente un miembro de Infinity Inc.
La versión de Brainwave de Henry King Jr. apareció en la primera temporada del programa del servicio de transmisión DC Universe y la cadena The CW Stargirl interpretado por Jake Austin Walker.

## Historial de publicaciones
Brainwave apareció por primera vez en All-Star Squadron #24 (1983) y fue creado por Roy Thomas, Jerry Ordway y Mike Machlan.

## Biografía ficticia
Hank King Jr. es hijo de Hank King Sr. y Merry Pemberton. Como el segundo Brainwave, es miembro fundador de Infinity Inc, y creó el grupo en un intento por honrar el apellido de su familia. Durante la ejecución de Infinity, Inc., Brainwave desarrolló una relación con su compañera de equipo Jade, hija del original Green Lantern.
Cuando el padre de Hank murió, le pasó sus poderes mentales a su hijo, incrementándolos en gran medida y causando que se volviera un poco trastornado. Dejó caer el "Jr." después de que Infinity Inc. se disolvió y desapareció del ojo público.
Apareció años después, con un grupo al que llamó Legión del Mal. Lucharon contra varios miembros de la Liga de la Justicia. Después de esa aventura, reapareció en una institución mental que había sido creada específicamente para él gracias a los fondos que provenían del original Green Lantern, Alan Scott. Brainwave todavía estaba muy enfermo y casi es asesinado por Obsidian. Apareció de nuevo más tarde en la ciudad de Nueva York, causando disturbios y caos general con su telepatía, incluso controlando mentalmente a Jade y Green Lantern (Alan Scott) hasta que finalmente se enfrentó a Kyle Rayner. Él se fue en paz.
Resurgió nuevamente como parte del equipo de Black Adam, incluidos Infinitors Northwind y Atom Smasher, ayudando a liberar Kahndaq. En un intento por detener a Hank, considerado el miembro más peligroso del equipo, Hawkman hizo que Ray Palmer se encogiera y entrara en el cuerpo de Brainwave. Guiado por el Dr. Mid-Nite, Palmer planeó operar el cerebro de King, específicamente la masa anormal de fibras nerviosas que van desde la corteza auditiva hasta un crecimiento en el lado del colículo inferior, la supuesta fuente de los poderes de Brainwave.
Mientras era miembro del grupo de Black Adam, Brainwave actuó de manera maliciosa y calculadora, aparentemente siendo representado nuevamente como un supervillano. Su telepatía también se muestra en un punto alto, ya que puede hacer que el poderoso Capitán Marvel se convierta de nuevo en el joven Billy Batson obligándolo a decir "¡Shazam!".
La fuente de estas acciones se encuentra en el cerebro de Hank, donde Palmer se encuentra con Mr. Mind, un villano del Capitán Marvel, que se alimenta del crecimiento de Brainwave. Lo encuentra especialmente delicioso, a diferencia de los humanos normales. Palmer finalmente supera al gusano y logra incapacitar a Brainwave. Lo llevan de vuelta con la JSA y lo dejan al cuidado de su madre, Merry Pemberton . Se desconoce cuándo Brainwave se convirtió en anfitrión de Mr. Mind.
Más tarde, Brainwave fue reclutado por Doctor Fate para salvar a Sand de The Dreaming. En ese plano mental, pudo destruir el lavado de cerebro de Sand y devolverlo al reino de la vigilia. Desde entonces ha renunciado a su identidad heroica y actualmente se encuentra en el país de Parador.
Henry Jr., como todos sus homólogos de Infinity Inc., apareció brevemente durante el cruce de DC Convergence. Impotente y atrapado en Telos, había continuado su relación con Jade, aunque estaban distanciados debido a su alcoholismo. Después de recuperar sus poderes y enfrentarse a una versión posterior a la crisis de Jonah Hex, Henry y todo Infinity Inc. se hicieron cargo de la Sociedad de la Justicia en una Tierra-2 aparentemente devuelta.
Henry King Jr. ha sido retratado de manera diferente a lo largo de sus muchas apariciones, siendo heroico al principio, apareciendo como un villano en segundo lugar y con una tercera interpretación como una mezcla de los dos, pero en gran parte heroico.

## Poderes y habilidades
Tanto King Sr. como Jr. tienen una variedad de poderes mentales. King Sr. originalmente era mucho más fuerte, pero tras su muerte, de alguna manera le pasó sus poderes a su hijo, lo que aumentó enormemente el nivel de poder de King Jr.
El principal de sus poderes es la telepatía. Ambos pueden dominar muchas mentes a la vez y hacer que las personas vean ilusiones, o incluso que tengan un control total sobre ellas. La proximidad parece clave para la eficacia de este poder, aunque no tenía un alcance definido. King Jr. mencionó cómo incluso las voluntades fuertes no pudieron resistirlo cuando estaba justo al lado de ellos. Mientras que muchos telépatas filtran los pensamientos de los demás, King Jr. permite que las millones de mentes con las que se encuentra constantemente fluyan libremente a través de su mente.
Los poderes de los Reyes menos utilizados incluyen la telequinesis, la creación de hologramas tridimensionales realistas y la capacidad de disparar ráfagas de energía psiónica.

## Otras versiones
En septiembre de 2011, The New 52 reinició la continuidad de DC. En la serie Earth 2, la versión Earth 2 de Henry King Jr. fue encarcelada en Arkham Base con Todd Rice, Jonni Thunder y Jeremy Karn. Cuando John Constantine los liberó, trabajaron para llevarlo de regreso a Prime-Earth. Cuando llegaron al Ejército Mundial de Chicago, presenciaron la muerte de Barbara Gordon. Brainwave, Todd y Jonni mataron a los hombres responsables y abordaron el tren. Cuando Dick y Ted llegan a Atom's Haven, son atacados por Obsidian hasta que interviene Jonni Thunder. Jonni revela que sus mentes están siendo controladas por Brainwave. Antes de que Dick y Ted puedan filmar Brainwave, Thomas Wayne cuando Batman y Huntress aparecen y noquean a Brainwave antes de que pueda usar un transbordador para abandonar la Tierra.

## En otros medios
- Henry King Jr. aparece en la serie de televisión de imagen real Stargirl, interpretado por Jake Austin Walker. Esta versión es un estudiante de Blue Valley High, jugador de fútbol americano, exnovio de Yolanda Montez y novio de Cindy Burman. Después de que su padre Henry Sr. fue hospitalizado, Henry Jr. comienza a visitarlo mientras se recupera, durante el cual los poderes de Henry Jr. comienzan a desarrollarse antes de manifestarse por completo después de que Cindy desafía a Stargirl. Después de investigar sus poderes y el trabajo de su padre, Henry Jr. poco a poco comienza a compartir los puntos de vista de su padre sobre la humanidad. Poco después de que Stargirl intenta convencerlo de lo contrario en su identidad civil, Henry Jr. comete su primer asesinato cuando mata al abogado de su padre por intentar quitarle el soporte vital. Después de descubrir que Henry Sr. mató a su madre para asegurar su lealtad a la Sociedad de la Injusticia, Henry Jr. elige luchar contra él y se sacrifica para salvar la Sociedad de la Justicia de Stargirl mientras la anima a seguir luchando y haciendo las paces con Yolanda.[12][13]